# Záblatí (Polsko)
Záblatí (polsky Zabłocie, nářečně Zobłoć, německy Zablacz) je vesnice v jižním Polsku ve Slezském vojvodství v okrese Těšín ve gmině Strumeň. Leží na území Těšínského Slezska mezi Strumení a Chybami poblíž Goczałkowické přehrady. Patří k rybníkářské oblasti zvané Žabí kraj. Západní hranici obce zčásti tvoří řeka Visla. Podle sčítání lidu v roce 2011 zde žilo 1 341 obyvatel, rozloha obce činí 7,46 km²
Záblatí proslulo především tzv. záblatskou solankou. V roce 1891 byly zde během hledání ložisek uhlí objeveny prameny jodobromové solanky – léčivé mořské minerální vody třetihorního původu –, která se vyznačuje největší na světě koncentrací jodu dosahující až 140 mg/l. V roce 2015 bylo ze západní části obce, kde se nacházejí vrty Korona (Koruna) a Tadeusz (Tadeáš), vytvořeno samostatné starostenství Záblatí-Solanka (Zabłocie-Solanka), jež se stalo součástí lázeňské zóny Goczałkowice-Zdrój. Tento postup umožnil využití záblatské solanky v lázeňské léčbě (mj. v Ustroni) i podle nového zákona, který vyžaduje využití pouze látek pocházejících z lázeňských oblastí. V Záblatí-Solance žilo v březnu 2015 130 obyvatel.
Obcí probíhá okresní silnice spojující Strumeň s Bílskem-Bělou. V jihozápadní části obce – Čuchově – se nachází železniční zastávka Zabłocie Czuchów na v roce 2004 pro osobní dopravu uzavřené trati Chyby – Slezské Pavlovice.